# 326e division d'aviation de bombardement lourd
La 326e division d'aviation de bombardement lourd (en russe : 326-я тяжёлая бомбардировочная авиационная дивизия), de son nom complet la 326e division d'aviation de bombardement lourd Tarnopolskaïa de l'ordre de Koutouzov (en russe : 326-я тяжёлая бомбардировочная авиационная Тарнопольская ордена Кутузова дивизия, abrégé en russe : 326 тбад) est une division aérienne de l'aviation à long rayon d'action de l'armée de l'air russe, branche des forces aérospatiales (n° d'unité 18378).

## Historique
L'unité est formée à Iegorievsk dans l'oblast de Moscou le 10 octobre 1943 sous le nom de 326e division d'aviation de bombardement de nuit et opère au sein de la 37e armée aérienne.
Le 23 juin 1944, elle est rebaptisée 326e division d'aviation de bombardement.
En 1945, elle dispose de trois régiments équipés de bombardiers Tu-2. Le 12e régiment d'aviation de bombardement lourd fit brièvement partie de la division en 1959-1960 à Ostrov, dans l'oblast de Pskov, alors équipé du Tu-16.
Composants en 1990 selon Michael Holm:
- Quartier général de la division, Tartu
  - 132e régiment d'aviation de bombardement lourd (aérodrome de Raadi, Tartu, RSS d'Estonie) équipé des Tu-22M3 et Tu-16K
  - 402e régiment d'aviation de bombardement lourd (Balbasovo, oblast de Vitebsk) équipé des Tu-22M3 et Tu-16K
  - 840e régiment d'aviation de bombardement lourd (Soltsy-2, oblast de Novgorod) équipé du Tu-22M3

Garnisons successives:
- Aérodrome de Raadi (en), RSS d'Estonie (décembre 1959-1992)
- Soltsy-2, oblast de Novgorod (1992-1998)
- Base aérienne d'Oukraïnka, oblast de l'Amour (1998-2009/2010)

De 1987 à 1991, Djokhar Doudaïev, qui devint plus tard président de la république tchétchène autoproclamée d'Itchkérie, fut le commandant de la division.
Les « aérodromes de dispersion » de la division comprennent l'aéroport d'Ougolny près d'Anadyr, l'aéroport de Magadan (en) et Tiksi.

## Composition
Le commandement de la division se trouve sur la base aérienne d'Oukraïnka, en Extrême-Orient.
Composants :
- 182e régiment d'aviation de bombardement lourd (Oukraïnka), équipé du Tu-95MS
- 79e régiment d'aviation de bombardement lourd (Oukraïnka), équipé du Tu-95MS
- 200e régiment d'aviation de bombardement lourd de la Garde (Belaïa), équipé du Tu-22M3
- 444e régiment d'aviation de bombardement lourd (Vozdvijenka), équipé du Tu-22M3

En 2007-2009, le 444e régiment est dissous.
En 2020, la division aurait été basée à Oukraïnka avec une unité exploitant des bombardiers Tu-22M3 depuis la base aérienne de Belaïa dans le cadre de l'aviation russe à long rayon d'action.